# Municipio de Viking (condado de Richland)
El municipio de Viking (en inglés: Viking Township) es un municipio ubicado en el condado de Richland en el estado estadounidense de Dakota del Norte. En el año 2010 tenía una población de 67 habitantes y una densidad poblacional de 0,72 personas por km².

## Geografía
El municipio de Viking se encuentra ubicado en las coordenadas 46°30′00″N 97°5′35″O / 46.50000, -97.09306. Según la Oficina del Censo de los Estados Unidos, el municipio tiene una superficie total de 93.56 km², de la cual 93,56 km² corresponden a tierra firme y (0 %) 0 km² es agua.

## Demografía
Según el censo de 2010, había 67 personas residiendo en el municipio de Viking. La densidad de población era de 0,72 hab./km². De los 67 habitantes, el municipio de Viking estaba compuesto por el 98,51 % blancos y el 1,49 % eran de una mezcla de razas. Del total de la población el 0 % eran hispanos o latinos de cualquier raza.